# Liliana Komorowska
Liliana Komorowska (* 11. April 1956 in Danzig; gebürtige Liliana Głąbczyńska) ist eine polnisch-kanadische Schauspielerin.

## Leben und Leistungen
Im Jahr 1979 schloss sie ihre Ausbildung an der Aleksander-Zelwerowicz-Theaterhochschule in Warschau ab. Ihren ersten Auftritt hatte Komorowska als Abigail in Arthur Millers Stück Hexenjagd, wofür sie von der polnischen Fernsehakademie einen Preis als beste Schauspielerin erhielt. Weitere Engagements im Theater, in Fernsehproduktionen und in Kinofilmen folgten.
Nach dem US-amerikanischen Film War and Love (1985) mit Kyra Sedgwick blieb Komorowska in den USA, wo sie ihre Karriere fortsetzte. Sie stand insgesamt in über 40 Rollen vor der Kamera. Bei den Dreharbeiten zum Sciencefiction-Horrorfilm Scanners III (1992) lernte sie ihren späteren Mann kennen, den kanadischen Regisseur Christian Duguay.
Unter der Regie Duguays verkörperte sie Nebenrollen im Sciencefiction-Film Screamers – Tödliche Schreie (1995) mit Peter Weller und Roy Dupuis, im Historienfilm Jeanne d’Arc – Die Frau des Jahrtausends (1999) mit Leelee Sobieski, im Actionfilm Extreme Ops (2002) mit Devon Sawa, im Thriller The Art of War (2000) mit Wesley Snipes, im Spionage-Thriller The Assignment – Der Auftrag (1997) mit Aidan Quinn, Donald Sutherland und Ben Kingsley und im biografischen Filmdrama Hitler – Der Aufstieg des Bösen (2003) mit Robert Carlyle.
Komorowska lebt in Montreal.

## Filmografie (Auswahl)
- 1978: Śmierć prezydenta
- 1985: War and Love
- 1985: Die Bill Cosby Show (The Cosby Show)
- 1992: Scanners III (Scanners III: The Takeover)
- 1995: Screamers – Tödliche Schreie (Screamers)
- 1997: The Assignment – Der Auftrag (The Assignment)
- 1999: Jeanne d’Arc – Die Frau des Jahrtausends (Joan of Arc, Miniserie)
- 2000: The Art of War
- 2001: Sherlock Holmes: Skandal in Böhmen (The Royal Scandal, Fernsehfilm)
- 2002: Extreme Ops
- 2003: Hitler – Der Aufstieg des Bösen (Hitler: The Rise of Evil, Miniserie)